# Har Salmon
Har Salmon (hebrejsky: הר שלמון) je hora o nadmořské výšce 765 metrů v centrálním Izraeli, v pohoří Judské hory.
Nachází se cca 10 kilometrů jihozápadně od centra Jeruzaléma, cca 13 kilometrů východně od města Bejt Šemeš a cca 1,5 kilometru západně od obce Aminadav. Má podobu zalesněné výšiny, kterou na jihu lemují prudké srázy kaňonu vádí Nachal Refa'im, na severu na stejně prudký zářez údolí potoka Sorek. Podél Nachal Refa'im vede železniční trať Tel Aviv-Jeruzalém, údolím Soreku lokální silnice číslo 386. Vrch je turisticky využíván. Nachází se tu parkoviště a pikniková oblast. Okolí je prostoupeno sítí značených cest. Na západním úbočí hory se dochovaly zbytky starého osídlení Chirbet Sa'adim (חורבת סעדים). Jsou tu stopy byzantských staveb, olivového lisu a také mešity Šejcha Ahmeda. Pás strmých srázů lemujících údolí Nachal Refa'im a Soreku pokračuje oběma směry odtud. Na východě je to hora Har Aminadav a hřbet Šluchat Salmon, na západě vrch Reches Sorek, na jihu Šluchat Salmon a Šluchat Kobi.